# شواهد النبوه
شواهد النبوه کتابی از عبدالرحمن جامی شاعر، ادیب و صوفی نام‌دار ایرانی است.

## موضوع کتاب
این کتاب با مباحثی در اثبات نبوت محمد پیامبر اسلام تدوین و تنظیم شده‌است که طی آن شواهد روایی و دلائلی نقلی بر اثبات حقانیت پیامبر اسلام آورده‌است. به همین دلیل با شواهد و دلایل، نبوت، محمد را براساس سلسله مراتب تاریخی قبل از ولادت تا بعد از رحلت وی طبقه‌بندی نموده‌است. سپس برخی معجزات او را شرح داده‌است. در بخشی دیگر عبدالرحمن جامی با اشاره به احوال و خصوصیات مهم خلفای راشدین و ذکر کرامات آنها و اهل بیت پیامبر، به زندگی و احوال یاران و دوستان وی می‌پردازد.

## مقدمه و تصحیح
این کتاب با مقدمه و تصحیح سید حسن امین توسط انتشارات میر کسروی، در سال ۱۳۷۹ چاپ و منتشر شد.